# Egert H. Pedersen
Egert Hjuler Pedersen (født 10. september 1940) er en dansk politiker fra partiet Venstre, der fra 1982 til 2001 var borgmester i Aulum-Haderup Kommune. 
Egert H. Pedersen er gårdejer som sit civilerhverv.